# أفيال
الأفيال (الاسم العلمي: Elephantoidea) هو فيلق من الحيوانات يتبع رتيبة فيليات الشكل من رتبة الخرطوميات.

## التصنيف
- الفيلة
  - الفيلاوات
    - الفيلاوية
      - الفيل الأفريقي